# Leretia cordata
Leretia cordata är en tvåhjärtbladig växtart som beskrevs av Vell.. Leretia cordata ingår i släktet Leretia och familjen Icacinaceae. Inga underarter finns listade i Catalogue of Life.